# Wellenform

Beispiele grundlegender periodischer Wellenformen: Sinus-, Rechteck-, Dreieck- und Sägezahnschwingung

Die Wellenform (englisch waveform) ist die Gestalt und die Form des zeitlichen Verlaufs der Veränderung einer Größe einer Schwingung, wie z. B. ein Audiosignal. Sie kann auch durch eine abstrakte Darstellung beschrieben werden. Meist wird der periodische oder aperiodische Verlauf physikalischer Größen betrachtet, seltener zyklische gesellschaftliche Veränderungen.
In der Akustik wird mit Waveform die Hüllkurve der akustischen Schwingungen in einem Oszillogramm von grafischen Benutzeroberflächen von Audioeditoren, ⁣⁣aber auch anderer Musiksoftware wie etwa Software-Samplern oder DJ-Programmen bezeichnet.
In der Radartechnik ist die Waveform ein spezielles Modulationsmuster der Sendeenergie und umfasst alle Modulationsarten einschließlich die durch eine Impulsfolge getastete Ein- und Ausschaltung des Senders. Verschiedene Modulationsmuster werden hier genutzt, um die empfangenen Echosignale eindeutig den verursachenden Sendeimpulsen zuzuordnen, um deren genaue Laufzeit zu ermitteln. Diese Modulationsmuster werden in speziellen, oft frei programmierbaren Waveform-Generatoren erzeugt.